# Guttempler

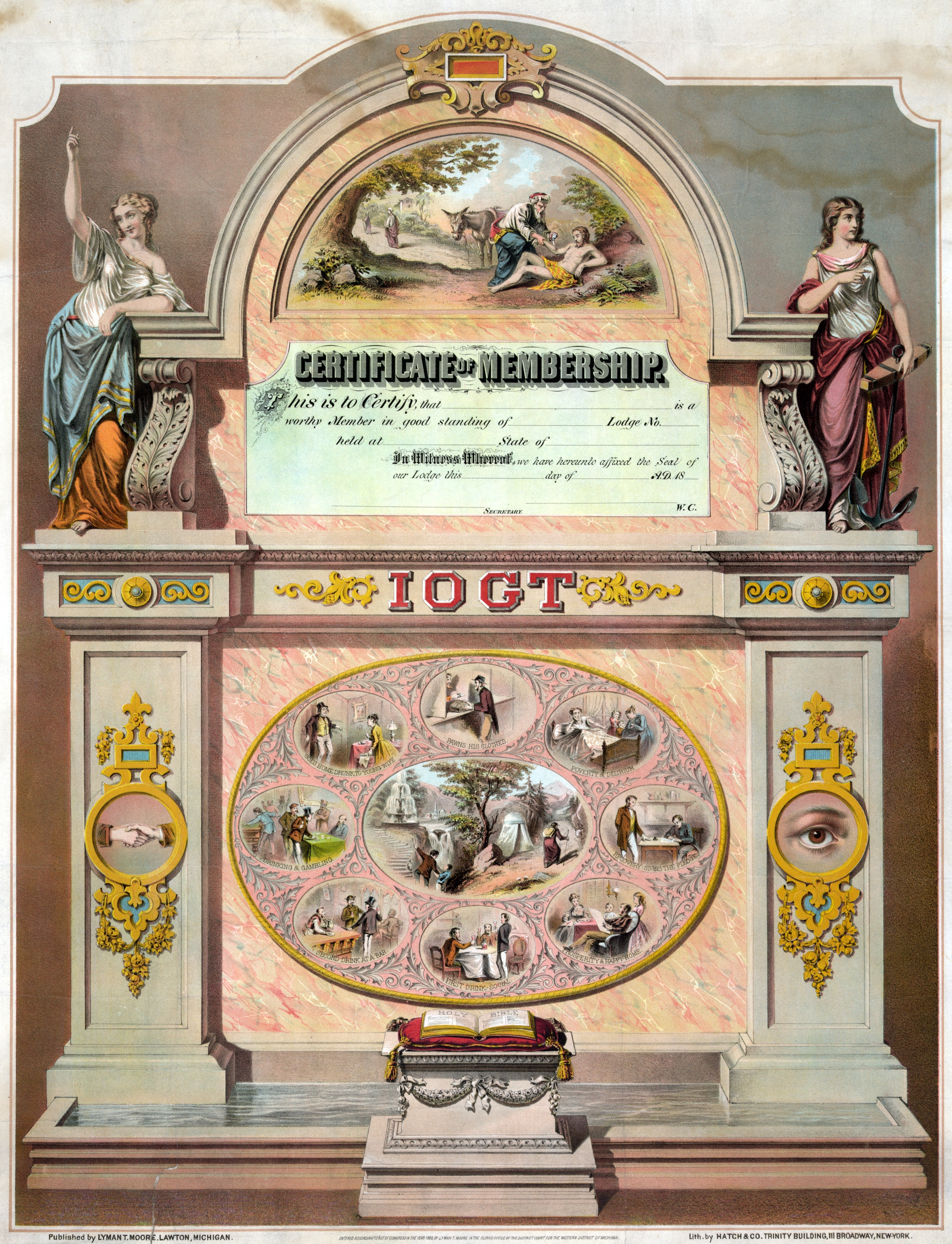
Mitgliedsbescheinigung der Guttempler aus dem Jahr 1868

Die Guttempler sind eine Internationale Nichtregierungs-Organisation, die sich für Enthaltsamkeit von Alkohol und bewusstseinsverändernden Drogen sowie für Solidarität und Frieden einsetzt.
Bis 2020 lautete der internationale Name IOGT International, bis 2006 stand die Abkürzung für International Organization of Good Templars, die seit dem Beschluss des Weltkongresses in Basel nicht mehr ausgeschrieben wird, um Verbänden in nicht vorrangig christlich geprägten Teilen der Welt den Zugang zu erleichtern. Auf dem digitalen Weltkongress 2020 wurde der Name erneut per Mitgliederbeschluss geändert und lautet nun MOVENDI International. Der deutsche Rechtsträger ist der Guttempler in Deutschland e. V. mit Sitz in Hamburg.
Die Organisation kann als Teil der Abstinenzbewegung betrachtet werden. Die Guttempler sind in über 60 Ländern aktiv. Sie sind politisch ungebunden, es gibt weder religiöse noch weltanschauliche Schranken. Die Guttempler sind eine Präventions- und Selbsthilfeorganisation bei Suchtproblemen und daneben auch in der Entwicklungszusammenarbeit aktiv.
Seit Beginn verstehen sie sich nicht nur als Abstinenzverband. Nach ihren Zielen und ihrem Wesen verstehen sich die Guttempler als eine Bildungs-, Friedens- und Kulturorganisation. So wurde IOGT insgesamt neun Mal für den Friedensnobelpreis nominiert und vermittelte in verschiedenen Krisengebieten zwischen den Konfliktparteien, z. B. in Sri Lanka. Über die persönliche alkoholfreie Lebensweise und ihre Suchthilfe hinaus wollen die Guttempler
- vorbeugende Arbeit (Alkohol- und Drogen-Prävention, alkoholpolitische Maßnahmen) leisten,
- die Entwicklung zur selbstbestimmten Persönlichkeit unterstützen,
- Verständnis und Hilfsbereitschaft der Menschen untereinander fördern (Mitverantwortung),
- für einen dauerhaften Frieden der Völker arbeiten.

## Geschichte

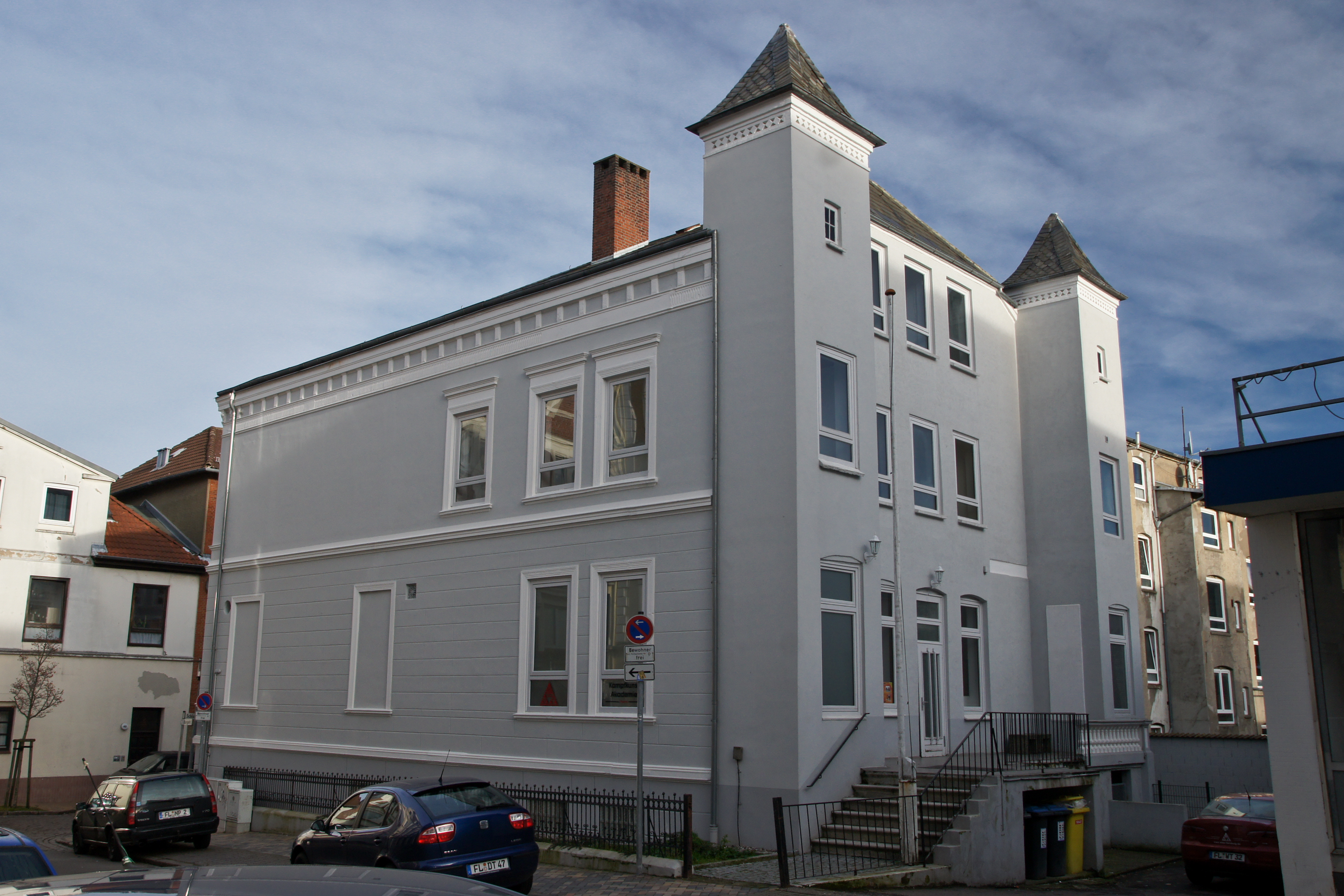
Ein Sitz der Flensburger Loge,
das Flensburger Guttempler-Logenhaus, das der Orden 1906 bezog

Die Guttempler wurden 1851 in Utica im Staat New York/USA als Abstinenzorganisation unter dem Namen „Order of Good Templars“ gegründet. Bereits damals waren sie für die Gleichberechtigung der Rassen sowie der Geschlechter.
1852 ging aus dem OGT die Folgeorganisation „Independent Order of Good Templars“ hervor.
Von den Vereinigten Staaten aus breitete sich der Orden über England (Joseph Malin) und Skandinavien langsam auch nach Deutschland aus: 1873 wurde die erste Guttempler-Loge in Deutschland, in Hamburg gegründet, diese bestand aber nur wenige Jahre.
1889 wurde der Deutsche Guttempler-Orden in Flensburg gegründet (vgl. Flensburger Guttempler-Logenhaus).
1892 wurde den Katholiken der Beitritt zum Guttemplerorden verboten.
Als das Eisen- und Stahlwerk in Völklingen 1907 seinen Arbeitern den Beitritt zum Guttemplerorden empfahl, kam es zum Konflikt mit dem katholischen Pfarrer von Wehrden (Saar) Wilhelm Lehnen, der darauf hinwies, dass Katholiken seit 1892 der Beitritt zum Guttemplerorden verboten ist.
Derzeit sind die Guttempler in Deutschland in elf Landesverbänden vertreten, die ihrerseits zahlreiche lokale Selbsthilfegruppen unterhalten.

## Grundsätze
Die Grundsätze sind Enthaltsamkeit, Solidarität und Frieden – in den Jugendverbänden mit gleicher Bedeutung als „Unabhängigkeit, Freundschaft und Frieden“ bezeichnet:
- Enthaltsamkeit bedeutet Freiheit von persönlichkeitsverändernden Drogen.
- Solidarität heißt Bereitschaft zur Unterstützung und Förderung von anderen
- Frieden fängt bei jedem selbst an und bedeutet Konfliktbewältigung ohne Gewalt.

Heute heißen die IOGT-Organisationen nur noch in Deutschland „Guttempler“. Die meisten Verbände bedienen sich des Kürzels „IOGT“ als Name; die internationalen Jugendverbände haben größtenteils eigene Namen und treten ohne den Begriff „IOGT“ auf, die Kindergruppenorganisationen je nachdem als „IOGT-Juniors“ oder – in der Schweiz und Deutschland – unter dem Namen „KiM – Kinder im Mittelpunkt“. Die europäischen Jugend-, Kinder- und Pfadfinderverbände innerhalb von IOGT sind im europäischen Jugendverband „ACTIVE – Sobriety, Friendship, Peace“ zusammengeschlossen, der aber auch Mitgliedsorganisationen hat, die nicht der IOGT-Bewegung angehören.
Ebenfalls zur IOGT-Bewegung gehören drei separate Entwicklungshilfeorganisationen, nämlich Forut Norwegen, Forut Deutschland sowie das Internationale Institut von IOGT-NTO Schweden. Auch nationale Verbände betreiben Entwicklungszusammenarbeitsprojekte wie z. B. IOGT Schweiz in Guinea-Bissau.
IOGT International ist eine weltweite Gemeinschaft von nichtstaatlichen Organisationen (NGO), in der sich Männer und Frauen aller Altersstufen – gleich welcher Hautfarbe, Nationalität, Religion, gesellschaftlicher Stellung oder politischer Überzeugung – zusammenfinden. Das Ziel der im Jahre 1851 gegründeten IOGT ist, alle Menschen dieser Erde aus Abhängigkeit (von Alkohol und Drogen) zu lösen und ihnen ein reicheres, freieres und lohnenderes Leben zu ermöglichen.
Alle Mitglieder sind aufgefordert, für den Frieden unter den Nationen zu arbeiten.
IOGT betrachtet Alkohol und andere Drogen als eine ernste Bedrohung für die Würde und Freiheit vieler Völker und ihrer Gesellschaften. IOGT entwickelt umfassende Programme zur Alkohol- und Drogen-Suchtprävention, -Konsumreduzierung, -Aufklärung und zur Rehabilitation von -Abhängigen und Mitbetroffenen.

## IOGT Schweiz
IOGT Schweiz, gegründet 1892 von Auguste Forel mit Sitz in Zürich, ist der schweizerische Landesverband von IOGT International. Ihm sind Regionalverbände und lokale IOGT-Gruppen sowie Einzelmitglieder angeschlossen.
IOGT Schweiz betreibt geleitete Selbsthilfegruppen und Beratungsangebote für Alkoholkranke und Angehörige in Zürich, St. Gallen, und Basel. Die Organisation engagiert sich mit verschiedenen Projekten in der Prävention von Drogensucht-Problemen. Ein Schwerpunkt dabei sind Kinder aus suchtbelasteten Familien. Erwähnenswert sind die jährlichen Veranstaltungen für Pädagogen (Kindergarten/Kita) mit dem Thema Kinder aus suchtbelasteten Familien sowie das Internet-Beratungsprojekt kopfhoch.ch, welches Kindern und Jugendlichen anonyme, zeitlose und ortsunabhängige Beratung bietet.
Im Rahmen der internationalen Friedensarbeit von IOGT International betreibt IOGT Schweiz Entwicklungszusammenarbeitsprojekte mit Guinea-Bissau in Westafrika. Sie ist dort am Aufbau und Betrieb von Kindergarten und Primarschulen in Bissau, Bantanjan und Safim beteiligt sowie an einer Schreinerei-Lehrwerkstatt in Bafatà.

## Andere Länder
In der Türkei befindet sich die Organisation „Yeşilay“ (Grüner Halbmond), die der IOGT angeschlossen ist.